# Мицка, Вит
Вит Мицка (чеш. Vít Micka; 1 декабря 1935, Прага — 29 июля 2025, Прага) — чешский композитор и дирижёр. Сын музыкального педагога Йозефа Мицки.
Несмотря на то, что отец Мицки был одним из ведущих в Чехии учителей скрипки, Вит Мицка с детских лет учился игре на фортепиано; его первым наставником стал Илья Гурник, состоявший с семьёй в родстве. Затем окончил Пражскую музыкальную академию, где изучал дирижирование у Вацлава Сметачека и композицию у Вацлава Добиаша.
В 1968—1981 годах — второй дирижёр Моравского филармонического оркестра, некоторое время совмещал эту должность с работой в оперном театре Карлсруэ. В 1981—1989 годах — главный дирижёр Оркестра Пльзеньского радио.
С 1998 года преподавал в Праге в Музыкальной академии. В 2013 году в издательстве академии выпустил учебное пособие «Книга о дирижировании» (чеш. Knížka o dirigování).
Композиторское наследие Мицки состоит преимущественно из камерных сочинений, нередко программных — таковы, например, Интродукция и токката для фортепиано «Медведь и ласка» (чеш. Medvěd a lasička; 2002), дуэт для двух скрипок «Камень и капля» (чеш. Kámen a kapka; 2004), Серенада для флейты и фортепиано «Лето в саду Баха» (чеш. Jaro v Bachově; 2006) и т. д. Оркестровые сочинения Мицки немногочисленны, среди них, однако, завоевавшее некоторую известность в Чехии Концертино для фортепиано, струнных, труб и литавр, а также «Привет Новой Англии» для фортепиано с оркестром, премьера которого состоялась в 1998 году в Бостоне в ходе гастролей Симфонического оркестра Чешского радио в США.
Умер 29 июля 2025 года в возрасте 89 лет.